# Brasparts
Brasparts is een gemeente in het Franse departement Finistère, in de regio Bretagne. De plaats maakt deel uit van het arrondissement Châteaulin. Brasparts telde op 1 januari 2022 1.055 inwoners.

## Bezienswaardigheden
- Een muur ligt om het parochie-erf van de Notre-Dame-et-Saint-Tugen uit de 16e eeuw, Frans: enclos paroissial. Dit architecturaal geheel is kenmerkend voor de Basse-Bretagne.
- Het heeft zijn kalvarieberg en zijn ossuarium, beiden uit de 16e eeuw, bewaard. De calvarie vertoont bovenaan een gekruisigde Christus, op de keerzijde van de kruisiging prijkt een Ecce Homo. Onder het kruis overmeestert Sint-Michiel de draak met zijn zwaard. Daaronder staat een opmerkelijke piëta : drie gestrenge vrouwenfiguren, moeder Maria en twee heilige vrouwen, ondersteunen met een verstijfde onbewogen blik een Christus in hiëratische houding. Het knekelhuis heeft zoals gewoonlijk een rechthoekig grondplan. Het is flamboyant van stijl en werd herbouwd in 1715. Onderaan de dakgevel zit een skeletachtig wezen gehurkt met een zeis in de hand. Aan de andere kant zit de Ankou, de boodschapper van de dood die een speer werpt. Het opschrift 'Je vous tue tous' maakt de aanwezigheid van de dood helemaal onafwendbaar. In de kerk zelf valt het gebrandschilderd glas op : de ramen van het koor beelden de passie van Christus uit. Ze dateren uit 1543 en werden in 1983 gerestaureerd. De ramen aan de zuidkant dateren uit 1860 en geven evangelische scènes weer. Verder zijn vermeldenswaardig : een beeld van de apostel Andreas, vastgemaakt op zijn typisch schuin staand kruis, de doopvont met baldakijn uit de 17e eeuw, de preekstoel in Lodewijk XIV-stijl, het altaar van de Rozenkrans (1658) in de noorddwarsbeuk en een zeldzame katafalk uit 1820-1825, vervaardigd uit zwart geschilderd hout.
- Monts d'Arrée
- Mont Saint-Michel de Brasparts

## Geografie
De oppervlakte van Brasparts bedroeg op 1 januari 2022 46,69 vierkante kilometer; de bevolkingsdichtheid was toen 22,6 inwoners per km².

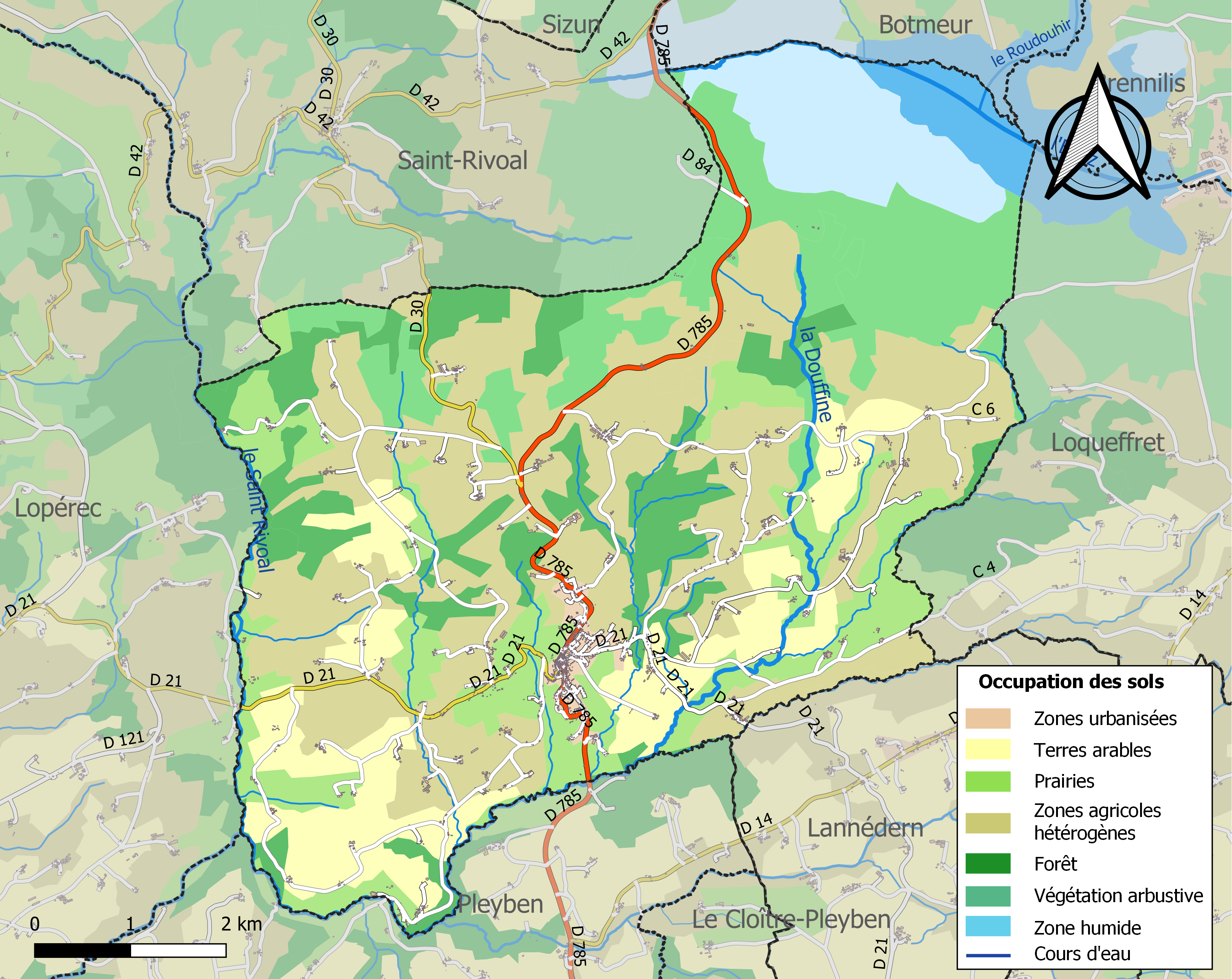
Kaart van de gemeente met belangrijkste infrastructuur, bodemgebruik en omliggende gemeenten

## Demografie
Onderstaande figuur toont het verloop van het inwonertal (bron: INSEE-tellingen).